# Історико-етнографічний музей кримчаків
Історико-етнографічний музей кримчаків або Народний історико-етнографічний музей кримчаків імені І. В. Ачкіназі — музей у місті Сімферополі Автономної Республіки Крим, де зібрані матеріали та предмети історії, культури, видатних осіб автохтонного етносу Криму — кримчаків.

## Загальні дані
Історико-етнографічний музей кримчаків розташований за адресою Сімферополь, вулиця Крилова, 54. Музей створено у 2004 році при етно-культурному центрі кримчаків. Статус — не юридична особа, форма власності колективна.

## З історії

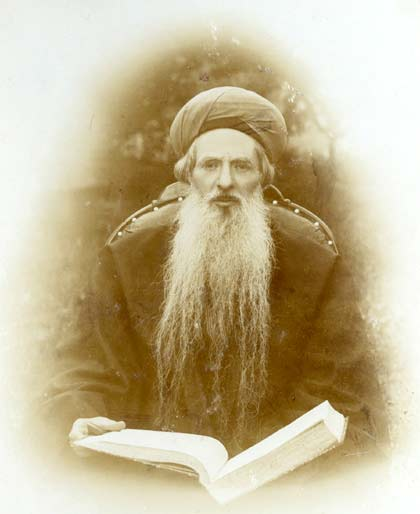
Духовний лідер кримчаків
«хахам» (мудрець)

Задум створити власний музей виник одразу після Другої світової війни. Після закінчення війни кількість кримчаків у порівнянні з довоєнною статистикою скоротилося майже на 80 %, відтак почали збирати свідчення про представників етносу. Під час таких зустрічей часто лунала ідея про створення власного музею. Попри брак коштів на його організацію (хоча гроші на музей — членські внески й пожертви збирали роками та складали в старовинну металеву скриню — кум бару). Втілити у життя ідею допомогли державний і кримський комітети у справах національностей та фонд «Відродження».
| Перша спроба створення музею була зроблена ще в 1960-ті роки, але політика нашої держави була — повне ігнорування нашого народу.[5] |
Засновниками музею є представник правління кримчаків Пурім Ю. М. та член правління товариства «Къримчахлар», науковий співробітник Інституту сходознавства, кандидат історичних наук, етнолог Ігор В. Ачкіназі Згідно постанови 1 березня 2009 року колегії Міністерства культури і мистецтв Автономної Республіки Крим отримав статус «народного музею». У 2013 році у Блакитній залі Центрального музею Тавриди під час V-го Республіканського конкурсу музеїв Криму, в рамках Міжнародного дня музеїв, Історико-етнографічний музей кримчаків отримав II місце та нагороджений Дипломом II ступеня в номінації «Найкращий музей, який на громадських засадах». У 2014 році відбулось святкування 10-ти років зі заснування музею. Взяти участь у святкуванні прийшли представники громад Криму, працівники кримських музеїв, журналісти тощо.

## Фонди, експозиція, діяльність
Експозиції виконані за музейними стандартами. Експонати перебувають під системою музейного захисту та описані за музейними стандартами. Загальна кількість експонатів — 1333 одиниць зберігання, кількість музейних предметів основного фонду складає — 273 одиниць. Експонати зображують життя кримчаків у ХІХ століття до наших часу. Ведеться номенклатурна та облікова документація. Складаються акти прийому та видачі експонатів. Опис експонатів записаний в трьох книгах обліку. За період з 25 червня по 5 серпня 2009 року фонд музею поповнився 52 експонатами. Надходження відбулося з міст Сімферополя, Алушти, Білогірська. У музеї діє свій архів, який обладнаний шафами та стелажами, працює відповідно до архівних стандартів. Музей знаходиться під охоронним захистом.
Перша кімната відкрилась у червні 2004 року. Наступна площа розширена за рахунок ще двох розташованих поруч кімнат. На даний момент у музеї є три експозиційні зали. 1. Голокост, 2. Картинно-портретний та 3. Культурна спадщина кримчаків. Площа музею становить 82,7 м².
- Перший зал — «Голокост» складається з дев'яти стендів і дев'яти вітрин, в ньому розташовані експонати, що показують геноцид кримчаків під час Другої світової війни. На Кримському півострові розстріляно приблизно 80 % всіх кримчаків.
- Другий зал — «Картинно-портретний». У ньому проводяться лекції та засідання науковців та культурних діячів. У ньому розташований триптих «Звичаї та традиції кримчаків»[10], портрети кримчаків — серед яких кримчацькі педагоги, священнослужителі та відомі культурні діячі.;
- Третій зал — «Культурна спадщина кримчаків». Зібрані матеріали, що розповідають про популяризаторів кримчацької культури та етнографічні особливості кримчацького етносу.

Існуючи експозиції:
- Видатному письменникові кримчацького походження Іллі Сельвінському, його творчості та моментів його біографії[11];
- Старовинний посуд кримчаків, музичні інструменти. Рідкісні документи та фотографії кримчаків, які раніше зберігалися в Державному етнографічному музеї Санкт-Петербурга та Держархіві Сімферополя.
- «Къримчахлар» сьогодні: видання кримчацької літератури («Альманах» кримчаки № 1, № 2-3, вірші кримчацьких поетів та письменників тощо).

Музеї постійно проводять різні масові заходи — дні пам'яті кримчаків, дні культури, зустрічі з цікавими людьми, екскурсії музеєм.

## Рада сприйняття музею
Рада сприйняття музею
- Пурім Юрій Мойсейович — почесний голова товариства «Кримчахлар», заслужений працівник культури України та АР Крим;
- Піркова Дора Тов'євна — голова правління товариства, заслужений працівник культури АР Крим;
- Зенгіна Наталія Іванівна — заступник голови правління товариства;
- Бакші Ніна Юріївна[13][14] — член правління товариства, завідувачка музею і хранитель фондів музею;
- Борохів Ілля Данилович — член правління товариства, художник.